# Hege (Wasserburg)
Hege (mundartlich: Hegə) ist ein Gemeindeteil der bayerischen Gemeinde Wasserburg (Bodensee) sowie eine Gemarkung im Landkreis Lindau (Bodensee) in Deutschland.

## Geographie

### Lage
Das Dorf liegt auf einem erhöhten Plateau im Westen des Gemeindegebietes von Wasserburg und  auf der gleichnamigen Gemarkung. Die nächstgelegenen Orte sind Wasserburg, Nonnenhorn und Hattnau. Östlich des Orts liegt das Naturschutzgebiet Mittelseemoos.
Die Gemarkung Hege repräsentiert den Nordwestteil des Wasserburger Gemeindegebiets und grenzt an die bayerischen Gemarkungen Unterreitnau, Bodolz, Wasserburg und Nonnenhorn sowie an das Bundesland Baden-Württemberg. Auf der Gemarkung liegen die Orte Hege, Hattnau, Hengnau und Selmnau.

## Geschichte
Hege wurde erstmals urkundlich im Jahr 1284 mit „Bertoldi de Hegiv“ erwähnt. Der Ortsname stammt vom althochdeutschen Wort hegi für Umfriedung oder vom mittelhochdeutschen Wort hege für Einfriedung ab. Im Jahr 1583 wurde die Kapelle Hl. Kreuz erbaut.
Die ehemalige Gemeinde Hege wurde am 1. Januar 1972 nach Wasserburg eingemeindet. Sie bestand aus den vier Dörfern Hege, Hattnau, Hengnau und Selmnau und hatte 1961 eine Fläche von 356,62 Hektar.

## Baudenkmäler
Das einzige gelistete Baudenkmal in Hege ist ein ehemaliges Seebauernhaus aus dem 18. Jahrhundert.